# Joyel Rico de los Austrias
El Joyel Rico de los Austrias es una de las joyas más famosas de la historia, que tiene su origen en la Casa Real Española, la Casa de Austria, del siglo XVI. Estaba formada por el diamante El Estanque y por la perla La Peregrina y perteneció en primer lugar a Isabel de Valois, tercera esposa de Felipe II, aunque existen pruebas pictóricas de que pudo haber sido ofrecido por Felipe II anteriormente a su segunda esposa, la Reina de Inglaterra, María Tudor, lo que contradice las fuentes históricas sobre el Joyel.

## Historia

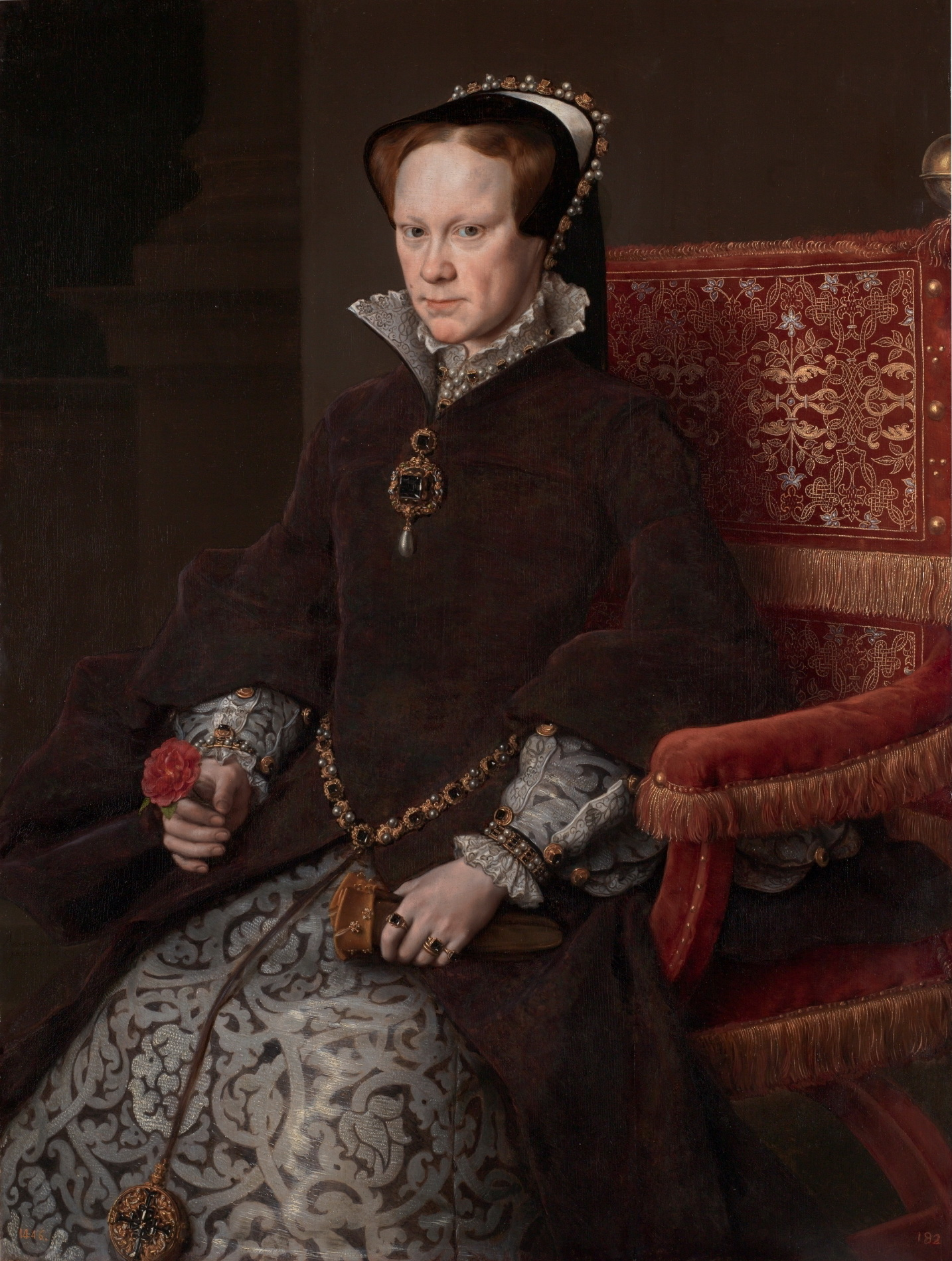
María Tudor, en un retrato de Antonio Moro de 1554.

En 1559 se produce el matrimonio entre Felipe II e Isabel de Valois, entrando en juego la diferencia entre poca suntuosidad de la Corte de España con respecto a la de Francia. El mismo año, Felipe II, aún sin haber conocido personalmente a Isabel de Valois, que sería su tercera esposa, pide tallar un diamante que había sido adquirido por él en Amberes como regalo a su futura esposa. El diamante fue tallado en Sevilla, era de gran tamaño, de color oscuro y tenía la forma de un cuadrado perfecto. Al ser la superficie del aspecto de un espejo azul oscuro, el diamante fue llamado El Estanque. Este diamante se unió en una misma joya con una gran perla con forma de lágrima encontrada en el siglo XVI en el Archipiélago de las Perlas, en Panamá. La perla fue llamada La Peregrina. El Joyel fue regalado a Isabel de Valois, sin embargo hay indicios de que fue regalado anteriormente a María Tudor, la Reina de Inglaterra, y segunda esposa de Felipe II, como el retrato pintado por Antonio Moro en 1554, lo que contradice la cronología establecida y comúnmente aceptada.

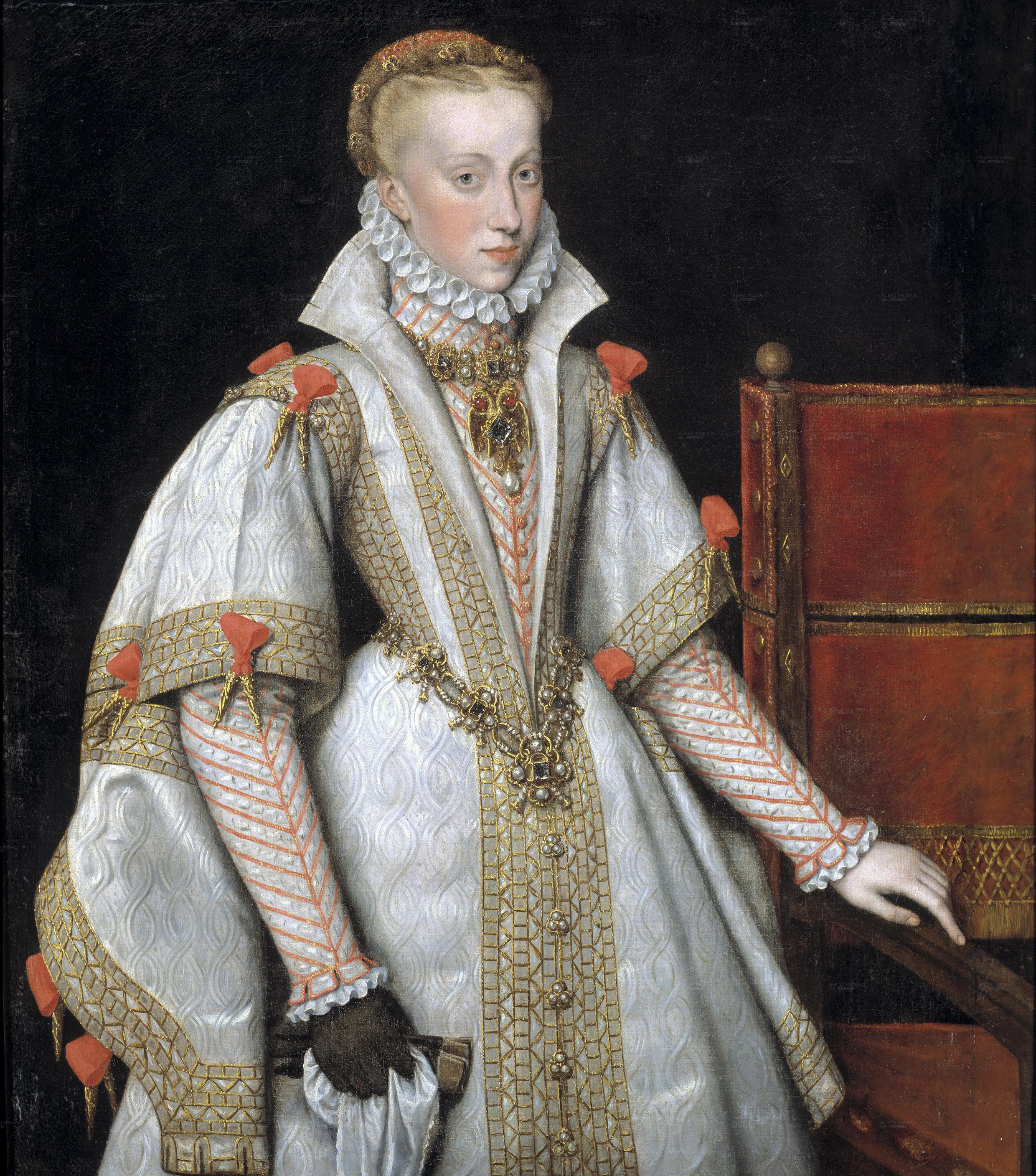
Ana de Austria, en un cuadro de Bartolomé González y Serrano de 1616, luciendo el Joyel Rico de los Austrias, portándolo con un águila en referencia a su herencia austríaca.

En 1570 Felipe II contrae matrimonio con Ana de Austria, que era su sobrina carnal. Ella posa en tres cuadros; el realizados por Sánchez Coello, donde aparece con el joyel, y los realizados por Antonio Moro y Bartolomé González con el diamante El Estanque montado sobre un águila bicéfala bajo la que cuelga La Peregrina, como un homenaje hacia su origen austríaco.
Felipe III contrae matrimonio en 1599 con Margarita de Austria-Estiria. Ella utilizaría el joyel como adorno, y está retratada con él en un cuadro realizado post mortem a petición de Felipe III para colocarlo haciendo pareja con un retrato ecuestre del Rey en el Salón de los Reinos del Palacio del Buen Retiro. También sería pintada con el joyel por Juan Pantoja de la Cruz y en otro retrato anónimo.
En 1615 el Príncipe Felipe, futuro Felipe IV, contrajo matrimonio con Isabel de Borbón. Al cumplir 17 años su suegro Felipe III le hace entrega de las joyas de la Corona de España, entre las que se encuentra el Joyel. Con él es retratado por Rodrigo de Villadrando y Gabriel Bocángel y en un retrato ecuestre por Velázquez.
El heredero al trono, hijo de Felipe IV e Isabel de Borbón, estuvo comprometido desde niño con Mariana de Austria, pero al morir este antes que su padre, Felipe IV se casó en 1649 con Mariana de Austria. Velázquez la pintó portando la peregrina sobre su extravagante peinado. En 1679 Carlos II contrae matrimonio con María Luisa de Orleans, la cual fue retratada con el Joyel por el pintor José García Hidalgo.
Existen varios sucesos que marcan la posible desaparición del Joyel. Durante la Guerra de Sucesión el Rey Felipe V ordena a María Luisa de Saboya a enviar sus joyas a Francia para empeñarlas o venderlas. Sin embargo, en las memorias del Duque de Saint Simón, se explica que Felipe V visitó el Palacio de Versalles portando La Peregrina en su sombrero. Además, en 1734 se produce un incendio devastador en el Alcázar de Madrid que destruyó cuadros, joyas y patrimonio real. Sin embargo, existe constancia por inventarios realizados de que la perla La Peregrina se conservaría hasta 1808 cuando España es invadida por Francia y el rey colocado en España por Napoleón, su hermano José Bonaparte, envía las joyas de la Corona de España a Francia, en el contexto de un expolio francés del patrimonio español.

## Curiosidades
- En la película Alatriste, de 2006, ambientada en el siglo XVII, el personaje ficticio Angélica de Alquézar, inspirado ligeramente en Margarita Teresa de Austria, lleva un collar muy similar al Joyel en la escena en la que está en el corral de comedias.